# 203
203 (CCIII) var ett normalår som började en lördag i den julianska kalendern.

## Händelser

### Okänt datum
- Septimius Severusbågen uppförs på Forum Romanum i Rom.
- Septizonium uppförs i Rom.
- Kejsar Septimius Severus återuppbygger Byzantion.
- Porticus Octaviae återuppbyggs.
- Origenes byter ut Clement som ledare för den kristna skolan i Alexandria.
- Satavahanakungen Vijaya inleder sitt styre över Andhra i Indien.
- Andhrariket delas upp i mindre och mindre självständiga principat.

## Födda
- Heliogabalus, romersk kejsare 218–222 (född omkring detta år)
- Cao Rui, kejsare av det kinesiska kungariket Wei (omkring detta år)

## Avlidna
- Perpetua, kristet helgon (martyrdöd)
- Felicitas, kristet helgon (martyrdöd)